# محمد فويتح

## من هو محمد فويتح؟
مغني مغربي وكاتب أغاني، يعتبر أحد مجددي الأغنية المغربية، إسمه الحقيقي محمد التدلاوي وقد عرف بإسمه الفني محمد فوتيج. أصدر العديد من الأغاني المغربية الأصيلة الخالية من نمطية تقليد الأغاني الشرقية. كانت بعض أغانيه تحمل معاني وطنية جليلة مشفرة لا يفهمها إلا من أحسن الإنصات وذلك للخلاص من الرقابة الثقافية التي مارسها المستعمر. فأغنية آومالولو والتي صدرت بعد نفي الملك محمد الخامس تجسد التلاحم القوي بين الملك والشعب في تلك الفترة وذلك بشكل مبيت.

## حياة فويتح وطفولته
ولد فويتح الذي أخذ لقبه عن أبيه (الحاج فاتح الحلاق)- ببفاس حوالي 1929. ومنذ صغر سنه كان مولعا بفن الموسيقى والغناء وبعد تدريبه وتعلم العزف على آلة العود بدأ يشارك بين الفينة والأخرى كعازف مع مجموعات موسيقية مثل جوق الملحون للحاج التهامي الهاروشي ومجموعات أخرى كانت تجد مرتعها الخصب في حفلات الأعراس ومناسبات الزفاف. كان في البداية يقلد الأغاني الخالدة " للعديد من الفنانين المشارقة مثل فريد الأطرش، ومحمد عبد الوهاب، وأم كلثوم، وبعد ذلك أخذ يعمل على حفظ الموروث الغنائي الشعبي خصوصا، أغاني الحسين السلاوي داخل إذاعة فاس.

## بدايته الفنية
تتوالى الأيام ليؤسس محمد فويتح فرقة موسيقية أطلق عليها «جوق الشعاع» وهو الجوق الذي عزف أول محاولة قام بها محمد فويتح ومع نهاية الأربعينيات هاجر فويتح إلى فرنسا وسجل للإذاعة الفرنسية وإذاعة «مونتي كارلو» بعض القصائد الغنائية التي لم تسلم من الطابع الشرقي. وفي باريس التقى فويتح الموسيقار الراحل محمد عبد الوهاب الذي نصحه باستغلال الإيقاعات المغربية وتلحين أغاني تبتعد عن «الموديل» الشرقي. نصيحة محمد عبد الوهاب كانت بمثابة الشعلة التي أنارت له طريق الفن الصحيح البعيد عن النمطية والتقليد، فتوالت العطاءات تلو العطاءات ليترك لنا محمد فويتح أغاني مغربية أصيلة وهادفة بعيدة عن الركاكة وعن الأهدف التجارية.
مراجع
عن موسوعة موقع المغرب الموسوعة المغربية
روابط خارجية
موسوعة موقع المغرب